# I pilastri del tempo
I pilastri del tempo: sulla presunta inconciliabilità tra fede e scienza (Rocks of Ages, Science and Religion in the Fullness of Life) è un saggio del paleontologo Stephen Jay Gould pubblicato originariamente in lingua inglese nel 1999.

## Contenuto

Incredulità di San Tommaso (Caravaggio)

Stephen Jay Gould (1941-2002) è stato un paleontologo americano autore anche di importanti e fortunate opere di divulgazione scientifica che si risolvevano spesso in «riflessioni sul senso dell'esistenza e dell'agire umano». Di famiglia ebrea, agnostico, Gould combatté aspramente come pseudoscienze in numerose opere di divulgazione e non, l'antievoluzionismo e le teorie del disegno intelligente.
Ne I pilastri del tempo Gould sostiene che l'opposizione fra scienza e fede è risolvibile purché se ne stabiliscano gli ambiti e, chi opera all'interno di una campo di interesse (o magistero), non interferisca con l'altro campo. 
A garanzia di questa «rispettosa non interferenza», Gould ha enunciato il principio dei "Magisteri non sovrapposti" (MNS; nell'originale inglese: Non-overlapping magisteria, NOMA).
Nel saggio, il principio dei MNS è analizzato da Gould in quattro capitoli.
I pilastri del tempo hanno suscitato molto interesse in ambito scientifico e sono stati variamente commentati

## Edizioni
- Stephen Jay Gould, Rocks of Ages: Science and Religion in the Fullness of Life, New York: Ballantine Books, 1999, 256 p., ISBN 0-345-43009-3
- I pilastri del tempo: sulla presunta inconciliabilità tra fede e scienza; traduzione di Marco Papi, Milano: Il Saggiatore, 2000, Collana Nuovi saggi, 219 p., ISBN 88-428-0879-2, ISBN 978-88-428-0879-4
- Et Dieu dit: Que Darwin soit!: science et religion, enfin la paix?; traduit de l'américan par Jean-Baptiste Grasset; préface de Dominique Lecourt, Paris: Editions du Seuil, 2000, 200 p., ISBN 20-203-8198-2